# Bernabé Esteban Martínez
Bernabé Esteban Martínez (Villarquemado, 1908 - Montreal, 2006) fue un labrador y militante anarquista.

## Biografía

### Primeros años
Hijo de León Esteban y de Francisca Martínez, Bernabé Esteban nació en Villarquemado en 1908 como el segundo de cinco hermanos. Perteneciente a una familia con dinero escaso, a los nueve años tuvo que dejar la escuela y se dedicó a pastorear ovejas. A pesar de eso, consiguió seguir aprendiendo algunas cosas más de forma autodidacta. En 1931 fundó, junto con otros jóvenes de su pueblo, la Sociedad Campesina El porvenir, de filiación anarcosindicalista. Esta asociación mantuvo contacto con otros sindicatos cercanos de la CNT y realizó actividades culturales, formativas y reivindicativas.

### Guerra civil y exilio
En julio del 36, cuando su localidad natal cayó en territorio sublevado, Bernabé tuvo que huir. Su madre fue fusilada. Él pasó a la zona republicana y trabajó en las Colectividades Libertarias del Bajo Aragón. Fue uno de los delegados enviados a Caspe en febrero de 1937. Durante la segunda fase de la Guerra civil tuvo varias responsabilidades dentro de la CNT en la zona levantina. Al final de la Guerra Civil Bernabé embarcó en Alicante. Allí emigró junto a miles de compañeros y, en el barco inglés Stanbrook llegó al puerto de Orán, Argelia. En 1954 emigró a París. Allí trabajó hasta su jubilación y siguió realizando actividades para la CNT. En 1986 se trasladó a Canadá. Allí, siguiendo las indicaciones del historiador Graham Kelsey, redactó un testimonio escrito de su vida que se conserva en los archivos de la fundación Salvador Seguí.